# Klub Piłki Siatkowej Chemik Police 2016-2017
Questa voce raccoglie le informazioni riguardanti il Klub Piłki Siatkowej Chemik Police nelle competizioni ufficiali della stagione 2016-2017.

## Organigramma societario
Area direttiva
- Presidente: Paweł Frankowski

Area tecnica
- Allenatore: Jakub Głuszak
- Allenatore in seconda: Jakub Krebok

## Rosa
| N° | Nome                  | Ruolo | Data di nascita   | Nazionalità sportiva |
| -- | --------------------- | ----- | ----------------- | -------------------- |
| 1  | Anna Barańska         | S     | 14 maggio 1984    | Polonia              |
| 2  | Mariola Barbachowska  | L     | 3 luglio 1982     | Polonia              |
| 3  | Madelaynne Montaño    | S/O   | 6 gennaio 1983    | Colombia             |
| 4  | Katarzyna Biel        | C     | 21 settembre 1981 | Polonia              |
| 6  | Agnieszka Bednarek    | C     | 20 febbraio 1986  | Polonia              |
| 7  | Malwina Smarzek       | S/O   | 3 giugno 1996     | Polonia              |
| 8  | Izabela Bełcik        | P     | 29 novembre 1980  | Polonia              |
| 9  | Magdalena Stysiak     | O     | 3 dicembre 2000   | Polonia              |
| 11 | Stefana Veljković     | C     | 9 gennaio 1990    | Serbia               |
| 13 | Nikola Abramaytys     | C     | 13 febbraio 1997  | Polonia              |
| 14 | Joanna Wołosz         | P     | 7 aprile 1990     | Polonia              |
| 15 | Jelena Blagojević     | S     | 1º dicembre 1988  | Serbia               |
| 16 | Aleksandra Przybysz   | S     | 2 giugno 1980     | Polonia              |
| 17 | Aleksandra Krzos      | L     | 23 giugno 1989    | Polonia              |
| 18 | Katarzyna Zaroślińska | S/O   | 3 febbraio 1987   | Polonia              |